# Język marszalski
Język marszalski (Kajin M̧ajeļ, Kajin Majõl) – język oceaniczny z grupy języków mikronezyjskich używany przez mieszkańców Wysp Marshalla i Nauru. Według danych z 2001 roku posługuje się nim 42,5 tys. mieszkańców Wysp Marshalla. Język ten, podobnie jak angielski, jest objęty w tym kraju statusem języka urzędowego.
Dzieli się na dwa główne dialekty: rālik (zachodni) i ratak (wschodni), używane przez mieszkańców dwóch łańcuchów wysp: Ralik Chain i Ratak Chain.
Do jego zapisu stosuje się alfabet łaciński.